# 理查德·劳恩斯伯里基金会
理查德·劳恩斯伯里基金会（英語：Richard Lounsbery Foundation）是美国华盛顿特区的一个慈善组织，建立于1959年，以美国商人理查德·劳恩斯伯里的名字命名，用以资助新兴科学与技术的研究，并负责颁发生物学与医学领域的理查德·劳恩斯伯里奖。

## 历届主席
| Alan F. McHenry      | 1980–1993 |
| Frederick Seitz      | 1993–2002 |
| 大衛·曼科爾·艾布夏爾 | 2002–2014 |
| William Happer       | 2014–2017 |
| Jesse H. Ausubel     | 2017–     |